# Archipolydesmus foliatus
Archipolydesmus foliatus es una especie de miriápodo de la familia Polydesmidae, endémica del sudeste de la España peninsular; se encuentra en montanos de la provincia de Alicante.